# Pimelodella metae
Pimelodella metae es una especie de pez de la familia Heptapteridae en el orden de los Siluriformes.

## Morfología
• Los machos pueden llegar alcanzar los 10 cm de
longitud total.

## Hábitat
Es un pez de agua dulce.

## Distribución geográfica
Se encuentran en América: cuenca del río Meta en Colombia.